# 張潤衡
張潤衡，MH（1983年10月9日—），香港1996年八仙嶺山火（時為中一學生）生還者，亦是當年觸發山火的人。他常以火災康復的「專業人士」和「人生教練」自居，並以人生成功學及心理學培訓導而知名，後被揭發與引起山火有重大嫌疑。2015年台灣八仙樂園彩色派對火災時張潤衡探望傷者，首次在香港以外建立知名度，但其時機、場合和動機也引起爭議，事後辭任香港灼傷互助會副主席。2009年香港傑出青年。張潤衡曾經是香港電台第五台節目《活在有情天》主持。

## 生平
張潤衡在1996年八仙嶺山火中遇險，身上有六至七成皮膚嚴重燒傷且陷入昏迷三個月。事件令他毀容，聽力和視力亦受嚴重損害，雙手只剩下兩隻指頭，只能以左手替代右手繼續生活。他當時就讀香港中國婦女會馮堯敬紀念中學。此前就讀九龍城浸信會禧年(恩平)小學。2008年到三藩市州立大學升學取得心理學學士學位，回港後再在香港中文大學攻讀社工碩士課程，並於2010年畢業。
張潤衡曾經於2013年6月在香港教育學院（現為香港教育大學）發布的宣傳影片中以「教育博士生」身份亮相，並公開表示要在兒子幼稚園畢業前取得博士學位，但直至12年後的2025年仍未有他完成博士課程的任何消息，而在他自己公司的個人資歷介紹中，相關香港教育大學的學歷只有「香港教育大學教育碩士」一項。
投身社會後，他組織「共融行動」為傷健者爭取權益，憑堅毅鬥志渡過漫長康復過程並將自身經歷與人分享，先後獲選為香港傑出青年、香港再生勇士以及香港精神大使。曾加入自由黨。

## 爭議

### 吸煙導致八仙嶺山火的指控

#### 簡論
1996年馮堯敬紀念中學初中一年級學生遠足，導致八仙嶺山火，3名学生、2名教師燒死。1996年死因裁判法庭裁定「起因必屬人為，禍根源於學生吸煙或攜帶打火機，但他不肯定究竟是學生遺下未熄煙蒂或是玩火所致」。由於死因裁判法庭並不為追究責任，所以沒追尋兇手，然而庭上證詞、報章報道、對校長和警察的採訪、生還者的自傳等材料均指控「起火源頭附近有三四名學生聚集吸煙，當中一名穿藍白間條衣」，在2015年7月以上材料被引用在網路公審和翻案，指控生還者張潤衡其實是山火元兇，並指出張潤衡是唯一攜帶打火機及穿藍白間條球衣的人。起初僅在張潤衡的facebook被舊同學實名留言指控吸煙和帶打火機，亦夾雜指控他以燒傷者身份在學校的操守等私怨，後來被香港數個網絡討論區的網友開帖整理材料，驚動主流媒體，惟主流媒體更嚴謹的追查發現證據不足以定論，但張潤衡確有重大嫌疑。張潤衡在傳媒對質下閃爍其詞，又說了一句「真相，你找到又怎樣」，其態度令輿論波動。
由於張潤衡在工作上高調以火災康復的「專業人士」和「人生教練」自居，山火元兇的嫌疑令他被批評「裝扮成受害者浴火重生」。張潤衡亦被批評多年來不斷公開談及事件，令生還者難以忘懷，要求他停止高調。

##### 師生反應
馮堯敬紀念中學前校監及馮堯敬校友會前主席趙善軒（時任明愛專上學院助理教授）在2015年7月15-16日訪問了六位不願公開姓名的師生，得出：
1. 20年來校友都傾向認為與張潤衡有關；
2. 有一名1B班的同學，在兩年前（大約2013年）指出其一生所受的痛苦是由張潤衡引起；
3. 張潤衡說證明他清白的證人——李雋文——後來轉校到鄭榮之中學，之後不曾提起此事；
4. 1D同學指黃耀楷並非吸煙者，而李雋文則不得而知；
5. 一名老師向趙善軒指出，張潤衡回校後曾多次聲言「幸好我當日被火燒傷」（否則他將承受更多責任）；
6. 校內與身故的周志齊老師、王秀媚老師相熟的同事，都故意遠離張潤衡。

##### 主流媒體對翻案的追查
- 法庭證供指控「起火源頭附近有三四名學生聚集吸煙，當中一名穿藍白間條衣」，但仍在留醫的張潤衡沒到庭也沒作供。《明報》記載1996年馮堯敬紀念中學校長許永豪「問過大埔警區分區指揮官靳敦賢警司（David Michael Gunton）為何沒有跟進有學生吸煙一事，警方解釋，未作供的人——指被嚴重燒傷的同學——可能有更切身的資料能提供，但他們暫時未適宜作供，而跟進事件也無用，因為可能當中有人要負上責任」。[15]
- 「我之所以說是縱火而不是山火...。假如在一個應該生火的地方生火，但火頭不受控制，這可以稱為意外或者疏忽。不過在一個風高物燥、雜草橫生的郊野山坡上，假如仍要點火，這個不能稱為意外了吧？再假如將道德底線退到天崖海角：有人刻意點火吸煙，繼而沒頭沒腦的將煙蒂掉失，還可以極其勉強地稱為「意外」，這是跟拿一枝上了彈的手槍指着腦袋玩俄羅斯輪盤一樣的「意外」吧。...將所有不可能的事情排除之後，剩下來的，只有這個推論：火，是有人點起的。起火地點就在張潤衡和李雋文身處位置。當時沒有人向他兩人放火或掉煙頭。打火機一直在張潤衡身上；打火機沒有失火，而打火機沒有用來點煙。剩下來的，有請李雋文或者張潤衡自己清楚解釋好了。」——蕭少滔，香港中文大學工商管理學院本科生校友會會長，2015。[20]
- 「即便是因某些人吸煙或玩火引起，均為意外，並不能斷為故意縱火，最多為疏忽、魯莽。至於有人公開指張故意縱火，則是無證推論...。即使多年來校友懷疑與張有關，都只是因他較可疑，而可疑之處在於他可能在山上曾吸煙，至少他應知悉吸煙者是何人，但一直語焉不詳。」——趙善軒，馮堯敬校友會前主席，時任明愛專上學院助理教授，2015[19]
- 「即使照片結合學生供詞能確定起火時處於起火地點的其中一人為張潤衡，裁判官仍會因起火地點有多於一人，無法確定誰是起火者。...若欲以裁決書內容，否定張潤衡為其中一位起火之際位處起火地點的人，從而試圖全盤洗清其嫌疑，則無疑是捉錯用神，注定徒勞。」——無妄齋，輔仁媒體，2015。[17]

#### 網上翻案及輿論
2015年6月底，Facebook上多名自稱是舊同學的人實名爆黑材料，指證張潤衡拿香煙分享給同學。事件發酵，網民翻查死因研究裁判書、報章報道、自傳照片，於網上討論區推敲。《蘋果日報》電台節目「壹錘定音」主持李慧玲在7月3日專訪張潤衡，他承認「吃早餐後與同學吸煙，但基於性格「怕死」，加上老師帶一小隊同學行山全程緊密監視，他根本不夠膽在老師附近取出香煙，又指另一受傷同學李雋文在其身旁看風景，故可為其做證」，對於被指控「遇到老師慌忙棄掉煙蒂及火機」，他否認扔煙蒂。被問到是否希望找出起火真相，張嘆氣回應「真相，找到又如何？」李慧玲再追問為因何事讓舊同學「一輩子都不想再提張潤衡這個人？」張稱過去自己處理人際關係欠佳，讓很多人都討厭他。網民發現張潤衡在專訪的發言與1996年死因庭供詞矛盾。
有佚名文章挑戰翻案的證據。有文章批評網路公審文化。。
熱血公民以「自大傲慢的生命鬥士」形容張氏，黃洋達在節目中指張在《壹錘定音》說了幾十次「坦白地說」，質疑張在《壹錘》節目一直以「捨我其誰」的態度強調自己是最專業的人選，但在八仙嶺山火當日自己管有煙包打火機一事上卻顯得迴避。。
聚言時報作者鄭子健指出張作為公眾人物，公眾審視其人品行為實屬理所當然，而且當年很多關鍵事項張氏未曾交代清楚，又認為假若張不是無辜遭難而是自作自受，今日的公眾形象便會大打折扣。鄭又批評將網民跟進事件看成是「網絡欺凌」的人都是慵懶無知，指雖然網民搜羅的資料夾雜臆測和偏見，但當年的報道、死因裁判庭報告和張先生的自傳等，這些證據都翔實有力。。
蕭若元認為單從死因研究不足以確定張就是八仙嶺山火的肇禍之首
一場在蘋果日報的採訪中他談及自己當年是否吸煙者。訪問中途，主持人問他「其實真相係怎樣」，他回覆主持指「真相你揾到又點啫」。
注意他也被那場大火燒掉半張臉，若認為自己被害，不可能對真相無動於衷。

### 到台灣探望八仙火災傷者
2015年6月，台灣八仙樂園彩色派對火災15死499人燒傷，張潤衡即時赴台灣探望傷者，以過來人身分鼓勵，先惹來台灣網民Sylvia Tsai好言相勸不要去，再引起香港網民大規模批評。
香港嶺南大學中文系助理教授陳雲根指「經歷過苦難，不一定說就可以成長。很多人的苦都是白受的，不會覺悟。你要行善、鼓舞別人，要有智慧，也要謙卑，可以等待人家康復了才靜靜去鼓舞人家的，在不滋擾、不張狂的情況下去鼓舞人家的，在人家不懂得怎樣面對康復之後的前路的時候才去鼓舞人家的。[...]到主人家被逼出聲驅趕的時候，那些喧賓奪主的行為就難看了。」網民認為此刻探訪讓傷者看到其面容，會讓傷者過早面對殘酷現實，或會挑動傷者負面情緒甚至打擊其生存意志，此說法亦在黃毓民的電台節目所引述。
有網民質疑張氏本身作為「人生教練」一直開辦「突破自己」、「如何成功」一類NLP課堂，因此借是次災難把握「宣傳機會」執意前往台灣，未有充分顧及傷者及其家屬的感受。
張潤衡6月30日聯同無綫綜藝節目《東張西望》攝製隊出發赴台。此舉與他之前聲稱「探訪工作過程將謝絕一切採訪」衝突，被質疑沒誠信。探訪期間張亦把每日行程上載至Facebook專頁，但部分內容卻提及個人吃喝玩樂之事如水煎包事件，有失莊嚴，受到網民非議。張澄清自己不能阻止記者工作。
2015年7月3日接受《蘋果日報》《壹錘定音》專訪。被問到太早以「過來人」身份探傷者是否不合適，張聞言立時激動動氣起來回應：「為何我不合適？憑什麼覺得我不合適？是因為我醜？還是因為我沒有專業資歷？」他表示不能因為群眾壓力而要犧牲這班需要支援的家屬。
高慧然則指張從自己角度出發未有理會傷者感受，「在這個時候舉一塊鏡子在人家面前，是多麼殘酷的滋擾！」。黃毓民認為他在賺取光環。
2025年8月，當時有份參與救援的前民安隊攀山搶救隊周國榮先生接受趙善軒的訪問，周國榮說：「我們當時其實也已經知道是有人玩火，但是整個社會都很寛容地對待這件事，是原諒了他，我們甚至聽說玩火那個人在醫院，死因庭也開得很快，很快便了結這件事，那就算了，大家都放下。但想不到十年前，台灣那件事（八仙樂園彩色派對火災）把整件事翻出來，發覺到原來內情是讓我們很難過。...難過在有些人可能做錯了事，可能社會、世界、上帝已經寛恕了你一次，現時再翻炒時，是不是再一次給你機會去救贖自己的靈魂，讓這個世界再寛恕一次呢？」

#### 辭任灼傷互助會職務
2015年7月5日，張潤衡決定辭去香港灼傷互助會副主席及執委職務，強調非因受壓退縮。記者會上，香港灼傷互助會昨召開記者會逐一反駁網上指控。副主席許文君指網民聲稱「張潤衡外表嚇人，造成傷者不安」，許嚴斥言論涉歧視，感到失望和憤怒。但事實上網民早已事先聲明並非歧視張的外貌，反而早已向張反映不應讓傷者太早面對毀容現實以免打擊傷者意志。而《蘋果日報》《壹錘定音》節目亦有訪問創傷輔導專家，指傷者現階段最需要穩定及安全感，應由熟人陪伴左右，就算是專業治療師，也不應在太早的時間探訪傷者或進行創傷後輔導。

## 作品

### 書籍
- 《勇氣讓我起飛：越過彼岸的自強歲月》(2009年，青源出版社)
- 《迴旋木馬的約定》(2006年，紅出版)
- 《過渡期：八仙嶺山火後再生記》(2004年，學生福音團契出版)

### 舞台劇
- 2012年：《無耳兔的自畫像》